# Chirindia mpwapwaensis
Espèce
Synonymes
- Amphisbaena mpwapwaensis Loveridge, 1932

Statut de conservation UICN

 DD  : Données insuffisantes
Chirindia mpwapwaensis est une espèce d'amphisbènes de la famille des Amphisbaenidae.

## Répartition
Cette espèce est endémique de Tanzanie.

## Description
Cette espèce de lézard est apode.

## Publication originale
- Loveridge, 1932 : New Reptiles and Amphibians from Tanganyika Territory and Kenya Colony. Bulletin of the Museum of Comparative Zoology, vol. 72, p. 374-387 (texte intégral).